# Jonathan Páez
Jonathan Páez (Balcarce, Provincia de Buenos Aires, Argentina; 26 de febrero de 1987) es un futbolista argentino. Juega como mediocampista central y su primer equipo fue Argentinos Juniors. Actualmente milita en Atlético San Jorge del Torneo Regional Amateur.

## Trayectoria
Se inició en las divisiones inferiores de Argentinos Juniors, el 1 de septiembre de 2008 debutó  de la mano de Néstor Gorosito. Estuvo a préstamo en Defensores de Belgrano hasta el 2010, año que regresó a Argentinos Juniors. Con poca continuidad en el conjunto de La Paternal, decidió ser cedido nuevamente a un equipo del ascenso, aunque tenía todo acordado con Deportivo Armenio jugó para Santamarina de Tandil, club en el cual tuvo un altercado con hinchas vía Facebook. En el año 2011 pasó a Estudiantes de Buenos Aires, y en 2012 a Tristán Suárez. A mediados del año 2013 llegó a Platense. En 2014 pasó a Deportivo Morón. Por su parte, en un partido correspondiente a la fecha 17 del Campeonato de Primera B 2014 entre Morón y Barracas Central, Paéz se agarró a las trompadas con Gastón Montero, integrante de su mismo equipo. Ambos futbolistas fueron expulsados del partido y finalmente Deportivo Morón terminó derrotado por 2 a 0.

## Clubes
| Club                          | País      | Año       |
| ----------------------------- | --------- | --------- |
| Argentinos Juniors            | Argentina | 2008      |
| Defensores de Belgrano        | Argentina | 2009-2010 |
| Argentinos Juniors            | Argentina | 2010      |
| Santamarina de Tandil         | Argentina | 2011      |
| Estudiantes de Caseros        | Argentina | 2011-2012 |
| Tristán Suárez                | Argentina | 2012-2013 |
| Platense                      | Argentina | 2013-2014 |
| Deportivo Morón               | Argentina | 2014-2015 |
| Comunicaciones                | Argentina | 2016      |
| Güemes de Santiago del Estero | Argentina | 2016      |
| Deportivo Laferrere           | Argentina | 2017      |
| Villa San Carlos              | Argentina | 2018      |
| Güemes de Santiago del Estero | Argentina | 2019      |
| Atlético San Jorge            | Argentina | 2020-?    |